# Dumitru Antonescu (Fußballspieler)
Dumitru Antonescu (* 25. März 1945 in Constanța; † 25. April 2016) war ein rumänischer Fußballspieler und -trainer. Der Verteidiger bestritt 390 Spiele in der höchsten rumänischen Fußballliga, der Divizia A.

## Karriere
Der Sohn eines Kegelsportlers verbrachte die Kindheit in seiner Heimatstadt Constanța. Nach seiner Jugendzeit bei Electrica Constanța absolvierte er von 1965 bis 1966 seinen Wehrdienst in der Hauptstadt Bukarest. Dort gehörte er zum Kader der zweiten Mannschaft von Steaua Bukarest an und kam in der ersten Mannschaft nicht zum Einsatz. 1966 kehrte er nach Constanța zu Electrica zurück und schloss sich am 10. Januar 1967 Farul Constanța an, das seinerzeit der höchsten rumänischen Fußballliga, der Divizia A, angehörte. Am 15. Februar 1967 kam er dort unter Trainer Virgil Mărdărescu zu seinem ersten Einsatz.
Antonescu spielte während seiner gesamten Karriere nur für Farul, das er nach dem Abstieg am Ende der Saison 1977/78 auch in die Divizia B begleitete. Nach dem Wiederaufstieg im Jahr 1981 blieb er dem Verein noch zwei Jahre erhalten, ehe er nach dem erneuten Abstieg am Ende der Saison 1982/83 seine Karriere beendete. Anschließend übernahm er für zwei Jahre das Training der Mannschaft, um danach Trainer bei einem Verein aus dem Kreis Călărași zu werden. Um seine Rente aufzubessern, arbeitete Antonescu 2013 als Jugendtrainer bei Farul Constanța.

## Nationalmannschaft
Antonescu bestritt 13 Spiele für die rumänische Fußballnationalmannschaft, erzielte dabei aber keinen Treffer. Seinen Einstand hatte er am 29. Oktober 1972 im WM-Qualifikationsspiel gegen Albanien. Letztmals lief er am 13. Oktober 1974 im EM-Qualifikationsspiel gegen Dänemark im Nationaltrikot auf.

## Erfolge
- Aufstieg in die Divizia A: 1981